# Марія (фільм, 2024)
«Марія» (англ. Maria) — американо-італо-німецький біографічний фільм, присвячений останнім дням життя оперної співачки Марії Каллас. У її ролі — Анджеліна Джолі. Заключна частина трилогії біографічних фільмів про визначних жінок в історії від режисера Пабло Ларраїна («Джекі» → «Спенсер: Таємниця принцеси Діани» → «Марія»).
Світова прем'єра фільму відбулась 29 серпня 2024 року в основній конкурсній програмі 81-го Венеційського міжнародного кінофестивалю. Критики назвали «Марію» найособистішою стрічкою в кар'єрі режисера та виокремили «визначальну, серцерозривну» акторську роботу Анджеліни Джолі, але загалом неоднозначно сприйняли фільм. Стрічка була випущена в український прокат 28 листопада 2024 року, прем'єра в потоковому сервісі Netflix відбулась 11 грудня 2024 року.

## Сюжет
Історія останніх днів життя оперної співачки Марії Каллас у Парижі 1970-х років. У сюжеті присутні друзі Каллас, її спогади та знаменитий спів…

## У ролях
- Анджеліна Джолі — Марія Каллас
- Валерія Голіно — Якінті «Джекі» Каллас, сестра Марії
- Халук Більгінер — Аристотель Онассіс
- П'єрфранческо Фавіно — Ферруччо Меццадрі
- Альба Рорвакер — Бруна Луполі
- Коді Сміт-Макфі — Мандракс, журналіст
- Алессандро Брессанелло — Джованні Баттіста Менегіні

## Створення
Режисер Пабло Ларраїн давно сподівався відзняти фільм із Анджеліною Джолі. Після завершення роботи над стрічкою «Спенсер: Таємниця принцеси Діани» він показав Джолі фінальну версію «Спенсер». Акторка була в захваті, тому Ларраїн без зволікань запропонував їй роль Марії Каллас. Джолі декілька днів вагалась через масштаб особистості Каллас, але зрештою погодилась.
Ларраїн, який зростав на операх у Сантьяго, розробив музичну «мапу» фільму з творчістю Каллас у її епіцентрі. Для режисера «Марія» стала завершальною частиною його трилогії про жінок, які знаходяться у стані глибоких особистих потрясінь в той час, коли світ уважно вивчає кожний їх крок. Ларраїн так описував свій фільм:
|  | Каллас підсумувала собою ті трагедії, які втілювала на сцені. Цей фільм про ту, хто, присвятивши своє життя прихильникам, вирішує віднайти власні голос та індивідуальність, і, нарешті, зробити щось тільки для себе. |

Оператор Едвард Лекмен фільмував стрічку різними способами: колір з'являвся на екрані під час подій теперішнього часу, а чорно-біла плівка — під час флешбеків про розквіт Каллас та її роман із мільйонером Аристотелем Онассісом. Камерою незрідка керував сам режисер, який називав цей процес «вкрай інтимним» між ним та головною акторкою через максимальну наближеність камери до Джолі.
Анджеліна Джолі працювала над образом понад пів року, досліджуючи поставу Каллас, її дихання та акцент. Оскільки для фільму акторка мала співати своїм голосом, окремо вона займалась уроками співу в колаборації зі звукорежисером Джоном Воргерстом. Джолі вивчила темпоритм Каллас, її коронні рухи. Воргерст записував виконання акторкою опер, після чого поєднував із історичними записами Каллас. Під час флешбеків значна більшість співу в фільмі належить самій Каллас, а під час сцен її останніх років — Джолі. «Каллас була найвеличнішою дівою XX століття, хто ще міг зіграти її? … Мені потрібна була акторка, яка б змогла органічно та натурально бути цією дівою, взяти на себе цей тиск» — казав Пабло Ларраїн.
Знімальний процес проходив із жовтня по грудень 2023 року в Будапешті, Парижі та Мілані, зокрема в самому оперному театрі Ла Скала.

## Сприйняття
Світова прем'єра фільму відбулась 29 серпня 2024 року в основній конкурсній програмі 81-го Венеційського міжнародного кінофестивалю, де після завершення показу публіка аплодувала стоячи 8 хвилин (згідно інших даних — 10 хвилин). Критики полярно сприйняли «Марію»: її рейтинг на Metacritic натепер складає 64 %, на Rotten Tomatoes — 75 %.
Девід Кенфілд (Vanity Fair), який одним із перших побачив фільм, назвав «Марію» найособистішою стрічкою в кар'єрі режисера, найповніше реалізованою з усієї його «жіночої трилогії», та виокремив «визначальну, серцерозривну» акторську роботу Анджеліни Джолі. З протилежного боку, Елісон Віллмор (Variety) назвала свою рецензію словами «Це не велике повернення Анджеліни Джолі», заявивши, що акторка, за відчуттями критика, зображала не саму Марію Каллас, а жінку, що грає її у «найслабшому фільмі з усієї трилогії Ларраїна».